# Notylia guatemalensis
Notylia guatemalensis är en orkidéart som beskrevs av Sereno Watson. Notylia guatemalensis ingår i släktet Notylia och familjen orkidéer. Inga underarter finns listade i Catalogue of Life.